# French toast
Il french toast, noto anche come pane perso, è un piatto composto da pane inzuppato in uova sbattute e in seguito soffritto.

## Nomi e origini
La prima menzione compare tra le ricette romane di Apicio intorno al II secolo; la ricetta parlava di immergere il pane nel latte, ma non nelle uova, e non forniva un nome specifico, solo aliter dulcia ("un altro dolce").
Con le denominazioni di suppe dorate e soupys yn dorye, il piatto era largamente conosciuto nell'Europa medioevale. Per esempio, il maestro Martino da Como ne forniva la ricetta. Il french toast era spesso servito con selvaggina e carni. In questo ambito la parola "zuppa" si riferiva al pane immerso in un liquido.
Il nome francese più diffuso è pain perdu ("pane perso"), per sottolineare l'utilizzo del pane raffermo.
Una ricetta tedesca del XIV secolo usa il nome di Arme Ritter ("poveri cavalieri"), presente anche in inglese (poor knights) e nelle lingue germaniche settentrionali. Nello stesso secolo Taillevent propone la ricetta come tostées dorées.
Vi furono anche ricette inglesi del XV secolo per il pain perdu.
Un termine austriaco e bavarese per indicare il piatto è pafese o pofese, dalla zuppa alla pavese, riferita alla città italiana di Pavia.
La versione odierna del french toast prevede la frittura, novità introdotta probabilmente negli Stati Uniti, dove il piatto ha maggiore diffusione.

## Preparazione e servizio

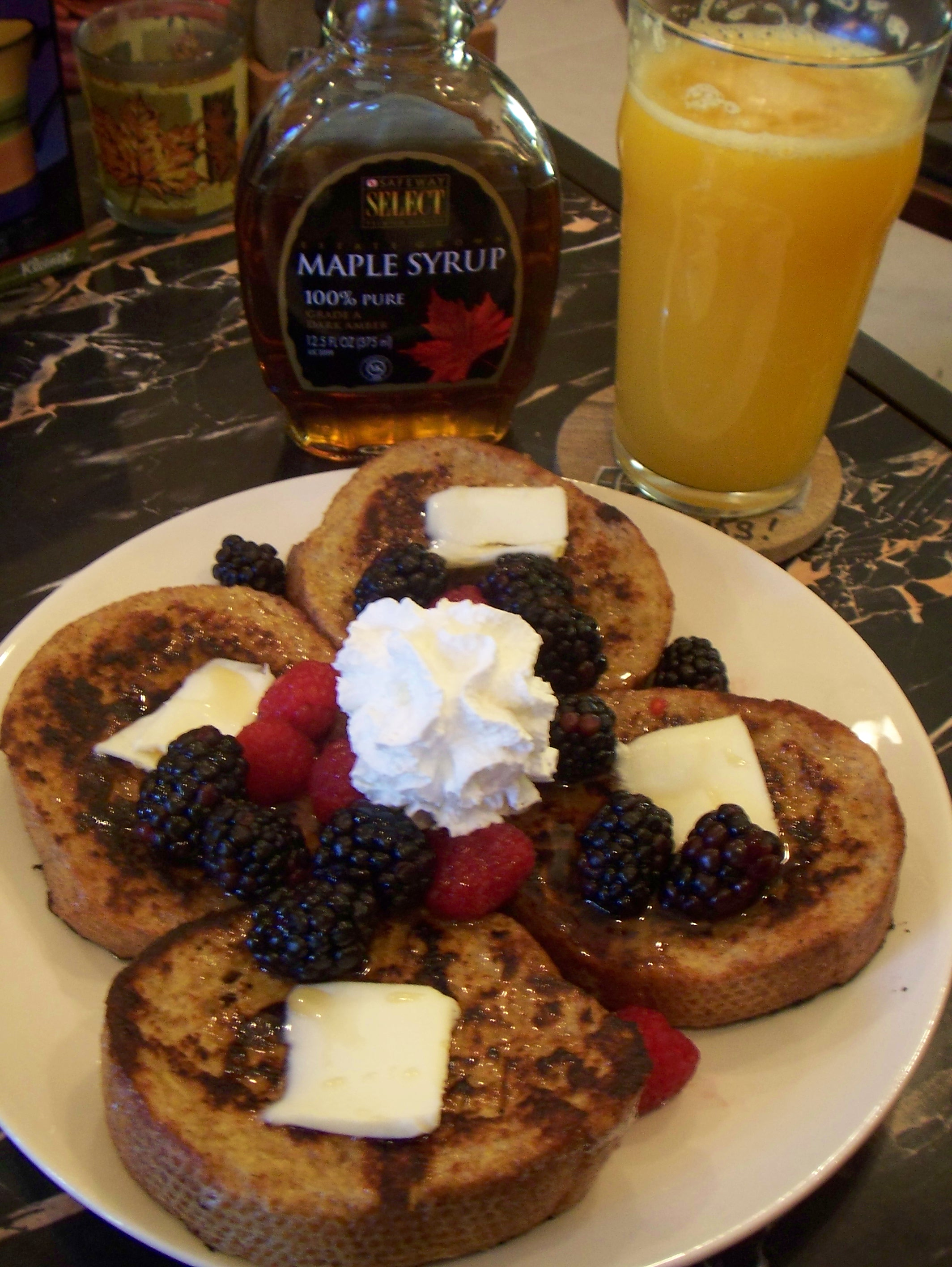
French toast con frutta, burro, panna montata e sciroppo d'acero

Le fette di pane vengono messe a mollo o immerse in un mix di uova sbattute, spesso con latte o panna montata, al quale si possono aggiungere zucchero, cannella, noce moscata e vaniglia. Poi si friggono da entrambi i lati finché non diventano marroni. È consigliato il pane raffermo, dato che assorbe meglio le uova senza sgretolarsi.
Le fette possono essere servite spolverate di zucchero a velo o con guarnizioni dolci come marmellata, miele, frutta o sciroppo d'acero, o rese salate con ketchup e altre salse.

### Altre versioni
Il pane può essere immerso solo nel latte, e le uova aggiunte in seguito.
Si può inzuppare il pane in altri liquidi, come vino, acqua di rose o succo d'arancia, prima o dopo la cottura.

## Nel mondo

### Francia
In Francia il pain perdu è mangiato come dessert, o a colazione, o con il tè del pomeriggio (il cosiddetto goûter).

### Hong Kong

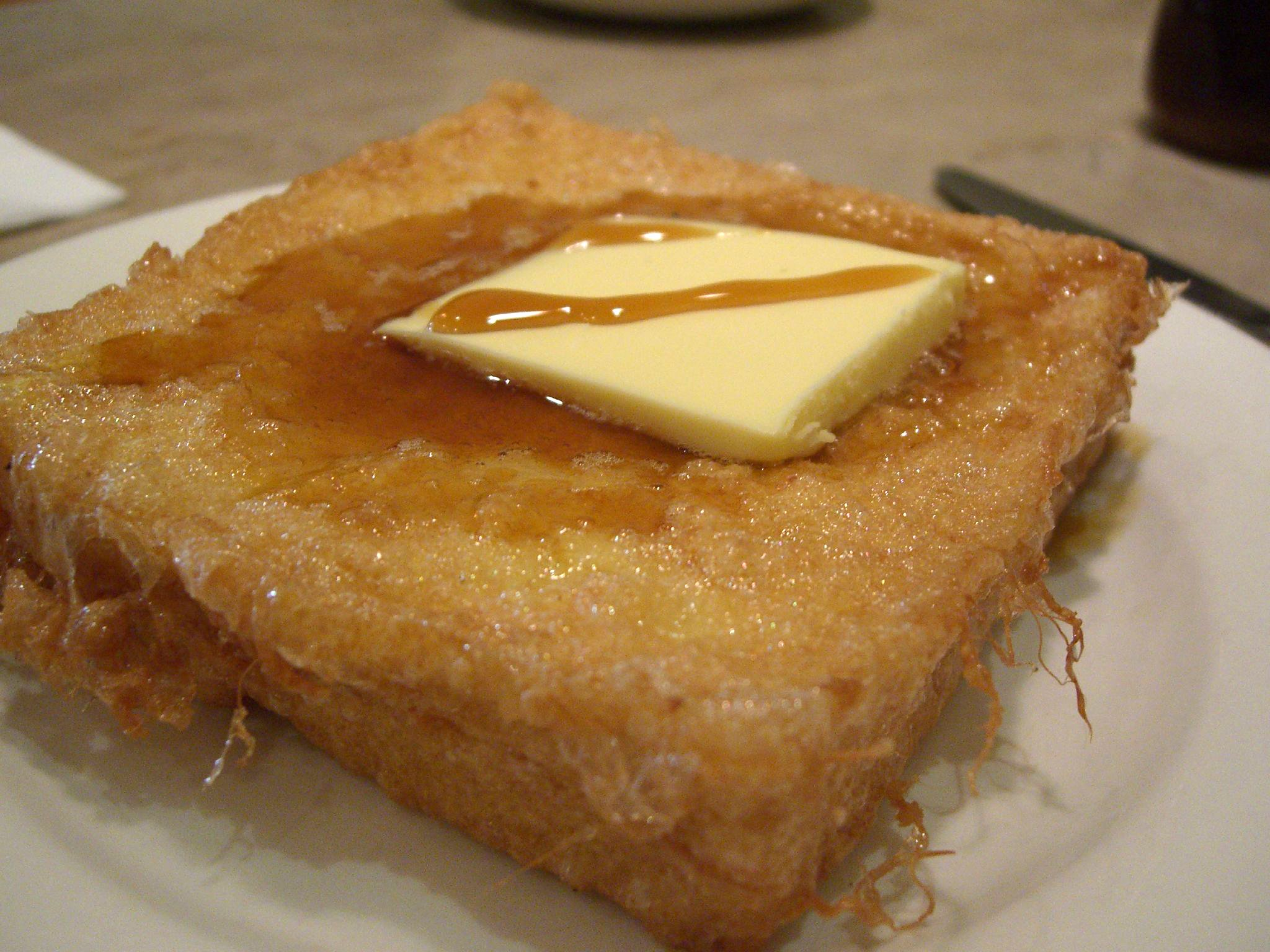
Versione del French toast a Hong Kong

Ad Hong Kong le fette vengono impanate dopo essere state immerse nelle uova sbattute o nella salsa di soia; sono servite con burro o sciroppo. Il french toast viene presentato tipicamente come sandwich, con ripieno dolce, e offerto nelle case da tè, le cha chaan teng.

### Italia
Su Pani n’dorau (trad. “pane dorato”) è una ricetta tradizionale molto famosa in Sardegna. Molto simile al French toast, si tratta di una ricetta di recupero dove il pane raffermo viene imbevuto nel latte, passato nell’uovo sbattuto e infine fritto. Golosa merenda servita prettamente salata.

### Spagna
La torrija è una ricetta tradizionale simile al french toast preparata in Spagna durante la quaresima e la Settimana santa.